# Askar Kunajew
Askar Minliachmiedowicz Kunajew (ros. Аска́р Минлиахме́дович Куна́ев; ur. 1929, zm. 1999) – radziecki i kazachski metalurg i polityk.

## Życiorys
W 1951 ukończył Moskiewski Instytut Stali i Stopów, od 1953 pracował w Instytucie Metalurgii i Wzbogacenia Akademii Nauk Kazachskiej SRR, którego w 1970 został dyrektorem. Doktor nauk technicznych (1970), profesor, 1972–1974 wiceprezydent Akademii Nauk Kazachskiej SRR, 1974–1985 prezydent Akademii Nauk Kazachskiej SRR, od 1974 członek korespondent Akademii Nauk ZSRR, a od 1981 akademik Akademii Nauk ZSRR. Od 5 marca 1976 do 25 lutego 1986 zastępca członka KC KPZR. Deputowany do Rady Najwyższej ZSRR od 9 do 11 kadencji.

## Odznaczenia i nagrody
- Order Lenina
- Order Rewolucji Październikowej
- Order Czerwonego Sztandaru Pracy
- Nagroda Państwowa ZSRR (1978)

I medale.